# A Thousand Clowns
A Thousand Clowns is een comedy-drama film uit 1965 geregisseerd door Fred Coe. De hoofdrollen worden gespeeld door Jason Robards, Barbara Harris, Martin Balsam en Barry Gordon.
De film werd genomineerd voor vier Oscars, waaronder de Oscar voor Beste Film. De film wist uiteindelijk één nominatie te verzilveren. 

## Rolverdeling
| Acteur          | Personage                          |
| --------------- | ---------------------------------- |
| Jason Robards   | Murray Burns                       |
| Barbara Harris  | Dr. Sandra Markowitz               |
| Martin Balsam   | Arnold Burns                       |
| Barry Gordon    | Nick Burns                         |
| William Daniels | Albert Amundson                    |
| Gene Saks       | Leo "Chuckles the Chipmunk" Herman |
| Phil Bruns      | Sloan                              |
| John McMartin   | Man in kantoor                     |

## Prijzen en nominaties
| Jaar | Prijs          | Categorie               | Genomineerde(n) | Uitslag     |
| ---- | -------------- | ----------------------- | --------------- | ----------- |
| 1965 | Academy Awards | Beste film              | Beste film      | Genomineerd |
| 1965 | Academy Awards | Beste mannelijke bijrol | Martin Balsam   | Gewonnen    |
| 1965 | Academy Awards | Beste bewerkte scenario | Herb Gardner    | Genomineerd |
| 1965 | Academy Awards | Beste bewerkte muziek   | Don Walker      | Genomineerd |